# Barometrická otázka
Barometrická otázka je příkladem nesprávně navržené otázky během zkoušení, která pro zkoušejícího způsobila morální dilema. V její klasické podobě zpopularizované profesorem Alexanderem Calandrou se zkoušející zeptal „jak je možné změřit výšku mrakodrapu za použití barometru?“. Zkoušející si byl jist, že existuje pouze jediná správná odpověď, totiž prostřednictvím měření rozdílu v tlacích na vrcholu a u paty budovy. Navzdory očekáváním zkoušejícího student odpověděl s množstvím rozdílných odpovědí, které, ačkoliv byly správné, neprokazovaly studentovo porozumění zkoušené látce. Barometrická otázka je klasickou ukázkou funkční fixace v praxi.
Barometrická otázka se postupem času stala městskou legendou; podle internetového memu byla otázka vyslovena na Kodaňské univerzitě a dotázaným studentem byl Niels Bohr. Přípravné učebnice pro ACT (zkratka z American College Testing) ji ale popisují jako MIT legendu. Určitá forma barometrické otázky je také k nalezení v humoristické knize z roku 1958..

## Calandrův pohled
Calandrův kolega se na barometrickou otázku zeptal studenta očekávaje „správnou“ odpověď: „výšku budovy můžete odhadnout za použití rozdílu tlaků mezi vrcholem a patou budovy“. Student ale poskytl odlišnou, ale taktéž správnou, odpověď: „Přeneste barometr na vrchol budovy. Připevněte ho na dlouhý provaz, spusťte barometr na ulici a změřte délku provazu, kterou byste k takovému spuštění potřeboval. Délka toho provazu se rovná výšce budovy.“.
Zkoušející a Calandra (který byl požádán, aby pomohl rozhodnout o výsledku zkoušky) museli vyřešit morální dilema. Student, který odpověděl správně, by měl zkouškou projít. Na druhou stranu, tato konkrétní odpověď nikterak neprokazovala studentovo porozumění probíranému předmětu (fyzika), což by bylo porušení akademických pravidel. Ani jedna z možností (projít a neprojít zkouškou) nebyla morálně přijatelná.
Calandra se studenta zeptal na stejnou otázku a požádal ho, aby poskytl jinou odpověď. Student mu poskytl dokonce několik dalších správných odpovědí, včetně vyhození barometru ze střechy budovy na ulici (tentokrát bez provazu), změření doby, za kterou na ulici dopadl a dopočítání výšky budovy z této doby, darování barometru domovníkovi budovy, pokud tento výšku budovy sdělí anebo změření stínu, který vrhá barometr známé výšky a dopočítání výšky budovy ze stínu vrhaného touto budovou.